# Черкасова, Татьяна Николаевна
Татья́на Никола́евна Черка́сова (р. 8 апреля 1959, пос.Успенка, Луганская область, УССР) — советская волейболистка, игрок сборной СССР (1977—1982). Чемпионка Европы 1979, чемпионка СССР 1985. Нападающая. Мастер спорта СССР международного класса (1979), заслуженный мастер спорта России (2003).
Начала заниматься волейболом в Луганске (Ворошиловграде). Выступала за команды: 1975—1978 — «Искра» (Ворошиловград), 1978—1986 — ЦСКА. Чемпионка СССР 1985, серебряный (1975, 1978, 1979, 1982) и бронзовый (1980) призёр чемпионатов СССР. Обладатель Кубка СССР 1984. Победитель Кубка обладателей кубков ЕКВ 1977.
В 1977 играла за молодёжную сборную СССР. Чемпионка Европы среди молодёжных команд, участница молодёжного чемпионата мира.
В сборной СССР выступала в 1977—1982 годах. В её составе: чемпионка Европы 1979, серебряный призёр европейского первенства 1981, бронзовый призёр Кубка мира 1981, участница чемпионата мира 1982 и розыгрыша Кубка мира 1977.
В 1990 году закончила МГАФК.
Проживает в Москве, работает тренером в школе 73 Москомспорта .